# Episodi di Vikings (quarta stagione)
La quarta stagione della serie televisiva Vikings, composta da venti episodi, è stata trasmessa sul canale canadese History in due parti separate: la prima metà della stagione è andata in onda dal 18 febbraio al 21 aprile 2016, mentre la seconda metà è andata in onda dal 30 novembre 2016 al 1º febbraio 2017.
Anche in Italia, la stagione è stata resa disponibile sulla piattaforma on demand TIMvision in due parti separate: la prima metà della stagione è stata pubblicata dal 2 marzo al 23 aprile 2016, mentre la seconda è stata pubblicata dal 2 dicembre 2016 al 3 febbraio 2017. Gli episodi sono stati inoltre trasmessi in chiaro dal 20 febbraio al 3 aprile 2017 su Rai 4. I titoli italiani sono stati aggiunti quando la stagione è stata pubblicata da Netflix.
Il cast principale di questa stagione è composto da Travis Fimmel, Katheryn Winnick, Clive Standen, Gustaf Skarsgård, Alexander Ludwig, Alyssa Sutherland, Ben Robson (prima parte), Lothaire Bluteau (prima parte), John Kavanagh, Linus Roache, Peter Franzén, Jasper Pääkkönen, Kevin Durand, Alex Høgh (seconda parte, ospite prima parte), Marco Ilsø (seconda parte, ospite prima parte), David Lindström  (seconda parte, ospite prima parte), Jordan Patrick Smith (seconda parte, ospite prima parte), Moe Dunford (seconda parte, ricorrente prima parte), Jonathan Rhys Meyers (seconda parte). George Blagden ricompare come guest star. 
| nº            | Titolo originale                         | Titolo italiano                    | Prima TV Canada  | Pubblicazione Italia |
| Prima parte   | Prima parte                              | Prima parte                        | Prima parte      | Prima parte          |
| ------------- | ---------------------------------------- | ---------------------------------- | ---------------- | -------------------- |
| 1             | A Good Treason                           | Tradimento                         | 18 febbraio 2016 | 2 marzo 2016         |
| 2             | Kill the Queen                           | Uccidi la regina                   | 25 febbraio 2016 | 2 marzo 2016         |
| 3             | Mercy                                    | Pietà                              | 3 marzo 2016     | 4 marzo 2016         |
| 4             | Yol                                      | Yol                                | 10 marzo 2016    | 11 marzo 2016        |
| 5             | Promised                                 | Promesse                           | 17 marzo 2016    | 18 marzo 2016        |
| 6             | What Might Have Been                     | Quello che avrebbe potuto essere   | 24 marzo 2016    | 25 marzo 2016        |
| 7             | The Profit and the Loss                  | Il profitto e la perdita           | 31 marzo 2016    | 1º aprile 2016       |
| 8             | Portage                                  | Navi sulle alture                  | 7 aprile 2016    | 9 aprile 2016        |
| 9             | Death All 'Round                         | La distruzione e la morte          | 14 aprile 2016   | 16 aprile 2016       |
| 10            | The Last Ship                            | L'ultima nave                      | 21 aprile 2016   | 23 aprile 2016       |
| Seconda parte |                                          |                                    |                  |                      |
| 11            | The Outsider                             | La schiava                         | 30 novembre 2016 | 2 dicembre 2016      |
| 12            | The Vision                               | La visione                         | 7 dicembre 2016  | 9 dicembre 2016      |
| 13            | Two Journeys                             | Due viaggi                         | 14 dicembre 2016 | 16 dicembre 2016     |
| 14            | In the Uncertain Hour Before the Morning | Nell'ora incerta prima del mattino | 21 dicembre 2016 | 23 dicembre 2016     |
| 15            | All His Angels                           | E tutti i suoi angeli              | 28 dicembre 2016 | 30 dicembre 2016     |
| 16            | Crossings                                | Attraversamento                    | 4 gennaio 2017   | 6 gennaio 2017       |
| 17            | The Great Army                           | Il grande esercito                 | 11 gennaio 2017  | 13 gennaio 2017      |
| 18            | Revenge                                  | Vendetta                           | 18 gennaio 2017  | 20 gennaio 2017      |
| 19            | On the Eve                               | Alla vigilia                       | 25 gennaio 2017  | 27 gennaio 2017      |
| 20            | The Reckoning                            | La resa dei conti                  | 1º febbraio 2017 | 3 febbraio 2017      |

## Tradimento
- Titolo originale: A Good Treason
- Diretto da: Ciarán Donnelly
- Scritto da: Michael Hirst

### Trama
Ragnar, ancora convalescente dopo il ritorno da Parigi, sogna di avvicinarsi al Valhalla, senza riuscire ad attraversare i cancelli dorati. La regina Aslaug, nel frattempo, si reca dall'Indovino e gli chiede se una donna governerà mai sul regno di Kattegat dopo la morte di Ragnar. L'Indovino dice di aver avuto delle visioni a tal proposito, ma non intende dare risposte ad Aslaug. Floki intaglia delle rune per Ragnar, ma la sua fedeltà per l'amico non lo aiuta quando Bjorn ordina il suo arresto per l'assassinio di Athelstan. A Hedeby, Lagertha e Kalf annunciano di voler dividere il titolo di conte e la notizia non è accolta positivamente da Einar, ex alleato di Kalf. Mentre Aslaug acquista una schiava di nome Yidu al mercato, Ragnar si sveglia e viene informato dell'arresto di Floki. Ragnar non è contento che Bjorn abbia agito alle sue spalle, in quanto avrebbe voluto risolvere la questione privatamente e senza provocare l'arresto pubblico dell'amico. A Parigi, l'imperatore Carlo accompagna all'altare la principessa Gisla, costretta a sposare Rollo. Il rapporto tra i due coniugi è messo a dura prova dal disgusto che la principessa prova per Rollo. A Hedeby, Kalf e Lagertha eliminano tutti i loro oppositori in un agguato con l'aiuto di Erlendur. Prima di morire, Einar, legato a un palo, viene evirato da Lagertha, sotto gli occhi dei presenti. Sinric si allontana dalla corte parigina e lascia Rollo da solo. Quest'ultimo riceve la visita di Eirik, uno dei suoi sottoposti vichinghi rimasto all'accampamento fuori Parigi. Eirik chiede che Rollo faccia visita all'accampamento e che affronti le critiche degli uomini contrari all'alleanza con i Franchi e alla rottura dei rapporti con Ragnar. Bjorn lascia Kattegat, dicendo al padre di volergli dimostrare di essere un uomo in grado di affrontare la natura selvaggia. All'accampamento vichingo, Rollo ordina alle truppe franche di decimare tutti i vichinghi, compreso Eirik e la sua famiglia. Prima di morire, quest'ultimo avverte Rollo che Ragnar sta arrivando per vendicarsi di lui.
- Guest star: George Blagden (Athelstan), Dianne Doan (Yidu), Maude Hirst (Helga), Owen Roe (Conte Oddone), Edvin Endre (Erlendur), Georgia Hirst (Torvi), Søren Pilmark (Stender), Morgane Polanski (Principessa Gisla).
- Altri interpreti: Stephen Rockett (Hvitserk), Luke Shanahan (Ubbe), Elijah O'Sullivan (Sigurd), James Quinn Markey (Ivar), Steve Wall (Einar), Shashi Rami (Mercante di schiavi), Rosalie Connerty (Angrboda), Barry McGovern (Arcivescovo francese), Frankie McCafferty (Sinric), Huw Parmenter (Roland), Karen Hassan (Therese), Simon Jewell (Ufficiale franco), Cillian O'Sullivan (Eirik).
- Ascolti USA: telespettatori 2 394 000[3]

## Uccidi la regina
- Titolo originale: Kill the Queen
- Diretto da: Ciarán Donnelly
- Scritto da: Michael Hirst

### Trama
L'episodio inizia con l'arrivo di Bjorn alla capanna del cacciatore dove intende passare l'inverno; al villaggio intanto Floki scappa dal ceppo a cui è incatenato.
Nel Wessex re Ecbert informa i suoi nobili che nel vicino regno di Mercia è avvenuta una rivolta e la regina Kwenthrith è stata imprigionata. Scoperto tramite un esploratore il luogo dove la regina è tenuta prigioniera, il principe Aethelwulf parte con un piccolo contingente di uomini per liberarla.
Dopo una lunga fuga Floki viene ripreso dagli uomini di Kattegat e portato davanti a Ragnar che ancora una volta lo interroga sul perché abbia ucciso Athelstan, ma neanche stavolta ottiene una risposta.
Aethelwulf assalta la torre dove è tenuta prigioniera la regina di Mercia e dopo un duro scontro riesce a liberarla.
Nel finale di puntata vediamo Bjorn che pesca su un lago ghiacciato e Ragnar che va a trovare la moglie di Floki e la vede intenta a scavare una fossa nel terreno ghiacciato; appreso che sta seppellendo la figlia, comincia a scavare al posto di Helga, nonostante i postumi della ferita.
- Guest star: Amy Bailey (Regina Kwenthrith), George Blagden (Athelstan), Moe Dunford (Principe Aethelwulf), Maude Hirst (Helga), Owen Roe (Conte Oddone), Jennie Jacques (Principessa Judith), Seán T. Ó Meallaigh (Prudenzio), Morgane Polanski (Principessa Gisla).
- Altri interpreti: Mark Fitzgerald (Soldato), David Shannon (Nobile 1), Chris McHallem (Nobile 2), Malcolm Douglas (Nobile 3), Stephen Rockett (Hvitserk), Luke Shanahan (Ubbe), Rosalie Connerty (Angrboda), Des Carney (Waerferth l'esploratore), Conor O'Hanlon (Principe Alfred), Huw Parmenter (Roland), Karen Hassan (Therese), Paul Ward (Barbiere), Philip O'Sullivan (Vescovo Edmund), James Quinn Markey (Ivar), Aron Hegarty (Comandante merciano).
- Ascolti USA: telespettatori 2 021 000[4]

## Pietà
- Titolo originale: Mercy
- Diretto da: Ciarán Donnelly
- Scritto da: Michael Hirst

### Trama
A Hedeby, Kalf e Lagertha sono a letto e lui le rivela il suo amore; allontanatosi però viene raggiunto da Erlendur che lo informa su Bjorn e sul fatto che passi l'inverno da solo in una capanna. I due decidono di farlo uccidere da un Berserker. A Parigi, durante un banchetto in onore di santa Eulalia, la principessa Gisla attacca violentemente Rollo e lo offende pubblicamente. Per paura che il vichingo parta e torni con il fratello ad assediare la città, l'imperatore Carlo incarica il conte Oddone di calmarlo e questi capisce che Rollo vuole imparare la loro lingua. Ragnar raggiunge Floki nella grotta dov'è segregato, lo trova con la moglie e chiede a quest'ultima se il marito sappia della morte della figlia; Helga allora glielo confessa e Floki si dispera. Nel Wessex la Principessa Judith chiede al monaco Prudenzio, che le sta insegnando a decorare i manoscritti, notizie sull'attacco vichingo a Parigi e se si hanno notizie di Athelstan. Nel suo rifugio montano Bjorn riesce a uccidere un orso ma rimane ferito. Athelstan appare in sogno sia a Ragnar sia a Re Ecbert: al primo domanda misericordia, al secondo impartisce la benedizione. Da questo il re capisce che il monaco è morto e lo rivela a Judith; Ragnar comprende il messaggio che il monaco ha voluto mandargli e libera Floki. Il principe Aethelwulf inizia una relazione con la regina Kwenthrith, dopo il rientro dei due nel Wessex.
- Guest star: Amy Bailey (Regina Kwenthrith), George Blagden (Athelstan), Dianne Doan (Yidu), Moe Dunford (Principe Aethelwulf), Maude Hirst (Helga), Owen Roe (Conte Oddone), Edvin Endre (Erlendur), Jennie Jacques (Principessa Judith), Seán T. Ó Meallaigh (Prudenzio), Nathan O'Toole (Bjorn), Morgane Polanski (Principessa Gisla).
- Altri interpreti: Huw Parmenter (Roland), Karen Hassan (Therese), Niall Cusack (Abate Lupus), Des Carney (Waerferth l'esploratore), Stephen Rockett (Hvitserk), Luke Shanahan (Ubbe), Elijah O'Sullivan (Sigurd).
- Ascolti USA: telespettatori 1 897 000[5]

## Yol
- Titolo originale: Yol
- Diretto da: Helen Shaver
- Scritto da: Michael Hirst

### Trama
Mentre a Kattegat si dà inizio ai riti propiziatori di inizio inverno il rapporto fra Ragnar e Aslaug diventa sempre più teso. Nel frattempo, Floki si reca dall'Indovino. Nel Wessex, la regina Kwenthrith, re Ecbert e re Aelle si incontrano per concordare l'invasione della Mercia e il ripristino del governo della regina. Re Aelle ricorda però il suo giuramento di uccidere Ragnar e non vuole quindi aiutare il figlio della regina (Magnus, il presunto figlio bastardo del vichingo) a tornare sul trono. A Parigi, un vescovo venuto appositamente da Roma incontra Rollo e Gisla per sciogliere il matrimonio in quanto non consumato. Tuttavia Rollo, in perfetta lingua dei franchi, supplica la moglie di non firmare i documenti perché ormai lui ha capito che la sua vita è tra i franchi e, come lei, è disposto a morire per difendere la città. Gisla vuol rimanere solo con lui e gli chiede quanto sia veritiero e personale il suo cambiamento. Rollo, per convincerla, le fa dono del proprio braccialetto, la cosa più importante che possiede. Gisla è convinta e i due fanno l'amore. Ragnar cerca di conoscere meglio la nuova schiava Yidu e, interrogandola, scopre che non è sempre stata in quella condizione, ma che la sua nave è stata attaccata dai pirati e lei venduta ai franchi. Il re la invita a vivere nella sua vecchia casa e la affranca. Bjorn viene aggredito dal Berserker, che in un primo momento lo ferisce e gli rompe l'ascia da combattimento. Il giovane, con l'astuzia e l'aiuto di armi improvvisate, riesce ad avere la meglio sul guerriero, pur non riuscendo a fargli confessare il mandante della sua missione.
Aslaug porta il figlio malato da Floki e gli chiede di insegnargli tutte le storie e le leggende del loro popolo e il disprezzo per la cristianità. Aslaug dichiara inoltre che Ragnar non è la persona adatta per crescere Ivar e farlo diventare un vero vichingo. Bjorn arriva a Hedeby e irrompe nella casa della madre. Kalf e Erlendur si spaventano credendo che lui sia lì per vendicarsi, ma il ragazzo chiede invece a Torvi, la moglie di Erlendur, di seguirlo a Kattegat. Dopo un breve litigio col marito e a seguito dell'intervento di Lagertha, la donna segue Bjorn. A Kattegat arriva uno straniero che vuole parlare con Ragnar, è re Harald "Bellachioma".
- Guest star: Amy Bailey (Regina Kwenthrith), Dianne Doan (Yidu), Moe Dunford (Principe Aethelwulf), Maude Hirst (Helga), Ivan Kaye (Re Aelle), Owen Roe (Conte Oddone), Edvin Endre (Erlendur), Georgia Hirst (Torvi), Jennie Jacques (Principessa Judith), Seán T. Ó Meallaigh (Prudenzio), Morgane Polanski (Principessa Gisla).
- Altri interpreti: Philip O'Sullivan (Vescovo Edmund), Maxim Boshell (Ragazzo ascia di Ivar), Stephen Rockett (Hvitserk), Luke Shanahan (Ubbe), Elijah O'Sullivan (Sigurd), James Quinn Markey (Ivar), Niall O'Sioradain (Sacerdote pagano), Huw Parmenter (Roland), Nabil Massad (Legato papale), Niall Cusack (Abate Lupus), Robban Follin (Berserker), Jonathan Gunning (Mago), Conor O'Hanlon (Principe Alfred), Karen Hassan (Therese), Tom Hopkins (Arcivescovo francese).
- Ascolti USA: telespettatori 2 233 000[6]

## Promesse
- Titolo originale: Promised
- Diretto da: Helen Shaver
- Scritto da: Michael Hirst

### Trama
A Parigi e a Kattegat ci si prepara per la guerra. Nella città francese vengono approntate delle nuove fortificazioni su suggerimento di Rollo, mentre in Scandinavia si radunano le navi e si fanno le preparazioni per la spedizione. Nel porto arriva anche il fratello di Harald, Halfdan il Nero. Ragnar continua a frequentare Yidu, che alla fine gli rivela di essere la figlia dell'imperatore della Cina. A Hedeby, Kalf chiede a Lagertha di sposarlo dopo che lei gli ha comunicato di essere incinta. La donna accetta e nel frattempo suo figlio scopre di chi è l'anello che il Berserker aveva con sé e che identificherebbe il mandante: appartiene a Erlendur. Appena prima delle nozze, Kalf entra nella tenda dove Lagertha si sta preparando e la bacia. Durante l'abbraccio lei lo pugnala ed esce ad annunciare la morte del conte al popolo.
- Guest star: Amy Bailey (Regina Kwenthrith), Dianne Doan (Yidu), Moe Dunford (Principe Aethelwulf), Maude Hirst (Helga), Ivan Kaye (Re Aelle), Owen Roe (Conte Oddone), Edvin Endre (Erlendur), Georgia Hirst (Torvi), Jennie Jacques (Principessa Judith), Seán T. Ó Meallaigh (Prudenzio), Morgane Polanski (Principessa Gisla).
- Altri interpreti: Des Carney (Waerferth l'esploratore), Conor O'Hanlon (Principe Alfred), Huw Parmenter (Roland), Karen Hassan (Therese), Philip O'Sullivan (Vescovo Edmund), Stephen Rockett (Hvitserk), Luke Shanahan (Ubbe), James Quinn Markey (Ivar), Elijah O'Sullivan (Sigurd), Maxim Boshell (Ragazzo ascia di Ivar).
- Ascolti USA: telespettatori 2 133 000[7]

## Quello che avrebbe potuto essere
- Titolo originale: What Might Have Been
- Diretto da: Ken Girotti
- Scritto da: Michael Hirst

### Trama
La spedizione contro Parigi ha inizio e le navi vichinghe partono. Durante il viaggio una tempesta le disperde e soltanto quelle di Ragnar, Lagertha e re Harald si ritrovano. I Vichinghi approdano in Francia e attaccano un gruppo di soldati franchi sterminandoli ma non riescono a impedire che alcuni avvertano Parigi dell'avvenuto sbarco. Erlendur minaccia Torvi, ribadendo che la vita di loro figlio è nelle sue mani, e che se lui dovesse ordinarglielo, ella dovrebbe uccidere Bjorn. Re Harald insieme a Floki e al fratello, fedeli agli dei tradizionali, sacrificano i prigionieri franchi a Odino. A Kattegat, intanto, Aslaug riceve nuovamente visita da Harbard, che le propone di partire con lui per renderla "libera". La regina presenta Harbard a Ivar, il bambino vedendolo gli sorride, come se lo ricordasse. A Parigi l'imperatore Carlo ripone la sua fiducia su Rollo, pregandolo di non tradirli al momento della battaglia contro Ragnar; Rollo lo rassicura che non abbandonerà la difesa di Parigi né sua moglie Gisla; il conte Oddone non crede alle parole di Rollo, e durante la notte con la sua concubina rivela di voler assassinare l'imperatore e prendere in mano la corona. Nel Wessex, re Ecbert decide di mandare il principe Aethelwulf e suo nipote Alfred in pellegrinaggio a Roma guidati dal monaco Prudenzio nonostante la contrarietà del figlio; annuncia, inoltre, che sarà egli stesso a condurre le truppe in Mercia, in modo da restituire il trono alla regina Kwenthrith. Una volta riunita la flotta, i vichinghi risalgono la Senna per attaccare Parigi ma scorgono Rollo, in abiti franchi, che li attende sulla sponda.
- Guest star: Amy Bailey (Regina Kwenthrith), George Blagden (Athelstan), Dianne Doan (Yidu), Moe Dunford (Principe Aethelwulf), Maude Hirst (Helga), Owen Roe (Conte Oddone), Edvin Endre (Erlendur), Georgia Hirst (Torvi), Jennie Jacques (Principessa Judith), Seán T. Ó Meallaigh (Prudenzio), Nathan O'Toole (Bjorn), Morgane Polanski (Principessa Gisla).
- Altri interpreti: Stephen Rockett (Hvitserk), Luke Shanahan (Ubbe), Elijah O'Sullivan (Sigurd), James Quinn Markey (Ivar), Conor O'Hanlon (Principe Alfred), Philip O'Sullivan (Vescovo Edmund), Huw Parmenter (Roland), Karen Hassan (Therese), Ruby O'Leary (Gyda).
- Ascolti USA: telespettatori 2 363 000[8]

## Il profitto e la perdita
- Titolo originale: The Profit and the Loss
- Diretto da: Ken Girotti
- Scritto da: Michael Hirst

### Trama
Nell'accampamento vichingo lungo la Senna, re Ragnar studia con gli altri capi il modo di attaccare le fortezze che proteggono l'accesso a Parigi. Si decide che una parte dei guerrieri attaccherà via terra una delle fortezze per permettere alle navi di forzare il blocco. Lagertha chiede di guidare l'attacco di terra e a re Harald di essere sulla prima nave della flotta. Ragnar acconsente ma in privato parla con Lagertha, che è incinta, per farla desistere, ma la donna rifiuta di tirarsi indietro. L'attacco si risolve in un completo insuccesso: molti guerrieri vengono uccisi e molte navi bruciate. Durante la disfatta, Floki sta per annegare nel fiume, ma Ragnar si lancia in acqua e lo salva; rimesso in piedi sulla sua nave, inveisce disperatamente contro Rollo, che l'ha tradito nuovamente dopo essere stato perdonato per il primo tradimento. Intanto la cavalleria franca attacca anche l'accampamento dove sono rimasti solo donne e vecchi oltre a due figli adolescenti di Ragnar. A Kattegat, Harbard che si è ripresentato in paese, parla con Aslaug dei suoi viaggi e alla fine la bacia, mentre Sigurd assiste alla scena. Tornati all'accampamento, i vichinghi lo trovano distrutto; i figli di Ragnar sono salvi insieme a Yidu, mentre Helga, la moglie di Floki, è gravemente ferita. Dopo tre giorni di ripensamenti, Ragnar annuncia al figlio di preparare la flotta per il ritorno a casa.
- Guest star: Dianne Doan (Yidu), Maude Hirst (Helga), Owen Roe (Conte Oddone), Edvin Endre (Erlendur), Georgia Hirst (Torvi), Morgane Polanski (Principessa Gisla).
- Altri interpreti: Stephen Rockett (Hvitserk), Luke Shanahan (Ubbe), Huw Parmenter (Roland), Elijah O'Sullivan (Sigurd), Philip O'Sullivan (Vescovo Edmund), Des Carney (Waerferth l'esploratore), Ceire O'Donoghue (Terza giovane donna), Declan Conlon (Wigstan).
- Ascolti USA: telespettatori 2 301 000[9]

## Navi sulle alture
- Titolo originale: Portage
- Diretto da: Ken Girotti
- Scritto da: Michael Hirst

### Trama
A Parigi, il conte Oddone sminuisce con l'imperatore l'apporto di Rollo alla vittoria sui vichinghi e insinua che sia un traditore pronto ad approfittare della situazione; suggerisce quindi di farlo arrestare. Durante il pranzo con l'Imperatore e la figlia, Rollo intuisce che il franco vuole liberarsi di lui, ma Gisla interviene e comunica al padre di essere in attesa del figlio del vichingo. Ragnar fa fermare la ritirata della flotta ed espone agli altri capi la sua nuova tattica: porteranno le navi via terra oltre i forti che bloccano la Senna per attaccare nuovamente Parigi senza che i franchi se l'aspettino. Con l'aiuto delle macchine costruite da Floki, la flotta inizia a essere spostata in terraferma. Nel Wessex, re Ecbert torna vincitore dalla spedizione in Mercia; durante un drammatico confronto annuncia alla regina Kwenthrith che ora il nuovo re è lui e lei è destituita. L'imperatore Carlo fa giustiziare il conte Oddone e annuncia ai nobili il suo tradimento nel contempo assegna a Rollo l'intera gestione della difesa di Parigi. In un impeto di rabbia, intanto, Ragnar uccide Yidu sotto gli occhi dei figli. Kwenthrith entra di notte nella camera da letto del re Ecbert e lo minaccia con un pugnale. Lo vuole uccidere, ma all'ultimo momento interviene la principessa Judith, che colpisce l'ex regina alle spalle uccidendola e salva Ecbert.
- Guest star: Amy Bailey (Regina Kwenthrith), Dianne Doan (Yidu), Maude Hirst (Helga), Owen Roe (Conte Oddone), Edvin Endre (Erlendur), Georgia Hirst (Torvi), Jennie Jacques (Principessa Judith), Morgane Polanski (Principessa Gisla).
- Altri interpreti: Stephen Rockett (Hvitserk), Luke Shanahan (Ubbe), Huw Parmenter (Roland), Philip O'Sullivan (Vescovo Edmund), Des Carney (Waerferth l'esploratore), James Quinn Markey (Ivar), Elijah O'Sullivan (Sigurd), Karen Hassan (Therese).
- Ascolti USA: telespettatori 2 254 000[10]

## La distruzione e la morte
- Titolo originale: Death All 'Round
- Diretto da: Jeff Woolnough
- Scritto da: Michael Hirst

### Trama
I norreni continuano a trasportare le proprie navi nella foresta e intanto compiono scorrerie nella regione incendiando fattorie e depredandole. Intanto il principe Aethelwulf e il figlio arrivano a Roma in pellegrinaggio e incontrano il papa. Per gli sforzi a cui si è sottoposta, Lagertha perde il bambino che porta in grembo. A Parigi, il duca Rollo e la moglie sono scontenti della decisione dell'imperatore di promuovere Roland a conte con l'incarico di difendere la città. L'imperatore Carlo, nel mentre, esprime a Roland il suo desiderio di avere la sorella di quest'ultimo come sua amante; inoltre propone a Roland stesso di passare la notte con lui. Nel Wessex, si assiste all'incoronazione di Ecbert come re del Wessex e della Mercia uniti; durante la festa Ecbert e re Aelle discutono dei nuovi equilibri della regione e del fatto che tra loro non esiste più un'alleanza alla pari. Aslaugh, a Kattegat, è tormentata dagli avvenimenti con Harbard, disperandosi e ignorando la cura dei bambini; questo porta alla morte della primogenita di Bjorn, Siggy, il cui cadavere viene ritrovato da Sigurd; l'avvenimento sembra essere totalmente indifferente per la regina. Nell'accampamento norreno, mentre si rimettono in acqua le navi, Torvi cerca di convincere l'ex marito a non uccidere Bjorn ma lui insiste nel voler portare a termine la propria vendetta contro Ragnar uccidendogli il figlio; minacciando la donna di uccidergli il figlio la costringe a colpire lei stessa Bjorn. All'ultimo momento Torvi punta però la balestra contro Erlendur, uccidendolo. Ragnar ha delle forti allucinazioni legate all'astinenza dalla medicina cinese che gli dava Yidu. Bjorn vede il padre durante una crisi; Ragnar spiega al figlio che l'ultima dose di medicina la tiene da parte per poterla assumere prima di combattere contro suo fratello Rollo. La puntata finisce con le navi norrene, agganciate a dei pontoni che si avvicinano alle mura di Parigi.
- Guest star: Moe Dunford (Principe Aethelwulf), John Kavanagh (Papa Leone IV), Ivan Kaye (Re Aelle), Edvin Endre (Erlendur), Georgia Hirst (Torvi), Jennie Jacques (Principessa Judith), Seán T. Ó Meallaigh (Prudenzio), Morgane Polanski (Principessa Gisla).
- Altri interpreti: Luke Pierucci (Contadino franco 1), Ross McKinney (Contadino franco 2), Gwynne McElveen (Moglie del contadino), Conor O'Hanlon (Principe Alfred), Martha Christie (Prostituta romana), David Coon (Venditore di reliquie romano), Dylan McDonough (Segretario papale), Huw Parmenter (Roland), Karen Hassan (Therese), Philip O'Sullivan (Vescovo Edmund), Elijah O'Sullivan (Sigurd), James Quinn Markey (Ivar).
- Ascolti USA: telespettatori 2 280 000[11]

## L'ultima nave
- Titolo originale: The Last Ship
- Diretto da: Jeff Woolnough
- Scritto da: Michael Hirst

### Trama
In una prima parte dell'episodio si svolge la battaglia navale tra l'esercito vichingo e quello francese; i norreni subiscono una terribile disfatta e il duello tra Rollo e Ragnar viene bruscamente interrotto dalla ritirata dei vichinghi, che costringono il loro re ferito ad abbandonare il combattimento trascinandolo su una delle navi in fuga. Mentre sul fiume si combatte la battaglia, a Parigi Roland e Therese cercano per l'ennesima volta di screditare Rollo agli occhi dell'imperatore Carlo e questi, conoscendo le loro ambizioni di potere, fa uccidere entrambi. Le navi di Ragnar si allontanano dalla terra dei Franchi e molti dei migliori guerrieri riportano gravi ferite. Rollo, anch'egli gravemente ferito, fa ritorno alla città, dove viene acclamato da tutti come il salvatore di Parigi.
La seconda parte si svolge diversi anni dopo. Ragnar, in seguito alla sconfitta di Parigi, ha lasciato Kattegat e di lui non si ha notizia da lungo tempo. Un messaggero porta in città la notizia che in Inghilterra vive il figlio bastardo di Ragnar e che la colonia da lui fondata è stata distrutta. Questo lascia amareggiati e confusi tutti i figli di Ragnar, che comprendono come la notizia fosse stata messa a tacere da loro padre. Floki, nel frattempo, lavora per conto di Bjorn alla costruzione di nuove imbarcazioni, con le quali sostenere un viaggio fino al mar Mediterraneo. In questa situazione di instabilità e incertezza generale Ragnar fa ritorno a Kattegat e, trovando l'ostilità generale, sfida chi volesse farsi re al suo posto a ucciderlo.
- Guest star: Maude Hirst (Helga), Alex Høgh (Ivar), Marco Ilsø (Hvitserk), David Lindström (Sigurd), Jordan Patrick Smith (Ubbe), Georgia Hirst (Torvi), Morgane Polanski (Principessa Gisla).
- Altri interpreti: Tom Hopkins (Arcivescovo francese), Ian Meehan (Ufficiale franco), Huw Parmenter (Roland), Karen Hassan (Therese), Adam McNamara (Thorhall).
- Ascolti USA: telespettatori 2 398 000[12]

## La schiava
- Titolo originale: The Outsider
- Diretto da: Daniel Grou
- Scritto da: Michael Hirst

### Trama
Ubbe si fa avanti per sfidare Ragnar, ma i due finiscono invece per abbracciarsi. Più tardi, quando Ragnar chiede ai suoi figli di accompagnarlo in Inghilterra, Bjorn rifiuta, in quanto ha già pianificato delle scorrerie nel mar Mediterraneo con Floki, Harald e Hvitserk, mentre Ubbe e Sigurd hanno promesso a Aslaug di rimanere a proteggere Kattegat, ora il più grande centro dei commerci della regione. Ivar vede i suoi fratelli condividere Margrethe, la nuova schiava di Aslaug, e dice loro che anche lui intende passare una notte con la ragazza. Non riuscendo ad avere un rapporto sessuale con la ragazza, Ivar minaccia di ucciderla, ma finisce invece per piangere mentre lei gli dice che essere un figlio di Ragnar Lothbrok è più difficile che essere un comune uomo di famiglia. Ragnar fa visita a Floki e Helga; Ragnar teme che con la sua partenza in Inghilterra non rivedrà più il suo amico, esprimendo i suoi dubbi sul suo viaggio per il valhalla al momento della sua morte. Floki lo rassicura sul fatto che Ragnar è sicuramente uno degli uomini che più meritano l'accesso alla tavola di Odino; Ragnar lo saluta dicendogli che gli vuole bene. Ragnar si reca a Hedeby, dove conosce Astrid, la protetta e amante della sua ex moglie. Dopo che Lagertha rifiuta di accompagnarlo in Inghilterra, Ragnar si scusa con lei per i suoi fallimenti, dopodiché i due si baciano prima che Ragnar se ne vada. Sulla via di casa, Ragnar trova un albero enorme e ci si impicca, ma uno stormo di corvi consuma la corda prima che l'uomo possa morire. Tornato a Kattegat, Ragnar trova Ivar nella sala del trono e gli chiede di seguirlo in Inghilterra. Ivar entusiasta accetta.
- Guest star: Josefin Asplund (Astrid), Maude Hirst (Helga), Ida Marie Nielsen (Margrethe), Georgia Hirst (Torvi).
- Altri interpreti: Anton Giltrap (Guthrum).
- Ascolti USA: telespettatori 2 407 000[13]

## La visione
- Titolo originale: The Vision
- Diretto da: Daniel Grou
- Scritto da: Michael Hirst

### Trama
Ragnar cerca di arruolare dei guerrieri per la spedizione in Inghilterra, ma trova ostilità da parte di molti per non aver rivelato il destino dell'insediamento vichingo nel Wessex. Nel frattempo, il rapporto fra Ivar e Margrethe ingelosisce i fratelli del ragazzo, specialmente Sigurd. Re Harald e suo fratello arrivano a Kattegat con le loro navi per unirsi alla spedizione di Bjorn nel Mediterraneo. In un vicolo di Kattegat, Margrethe confida a Sigurd che Ivar è l'uomo più forte e violento che abbia mai conosciuto, e che ha tentato di ucciderla quando non è riuscito ad avere un rapporto sessuale. A quel punto il ragazzo, invece di mantenere il segreto come promesso alla serva, ne parla con i fratelli, e qui Ubbe ammette che Ivar spaventa anche lui. Durante la cerimonia di consacrazione agli dei della spedizione di Bjorn, Lagertha minaccia Aslaug, ricordandole di non aver mai dimenticato chi le ha portato via il marito e il suo posto di regina. Ragnar chiede al figlio Ivar di unirsi a lui e, utilizzando l'oro accumulato negli anni precedenti, compra la fedeltà degli abitanti di Kattegat al fine di arruolare un equipaggio. A casa sua Ragnar trova la moglie, ringraziandola di non aver mai messo i suoi figli contro il padre nonostante i loro problemi; questo fa piangere la regina. Durante la notte Ivar entra in camera di Margrethe, chiedendo di sdraiarsi con lei e abbracciarla. Dopo aver avuto una visione catastrofica, la regina Aslaug cerca di convincere Ivar a non partire, ma lui le rinfaccia le soffocanti attenzioni ricevute durante l'infanzia e le dice che vuole bene, ma che non intende rinunciare al viaggio anche a costo della vita. La spedizione di Ragnar alla fine parte, ma con poche navi e un equipaggio mediocre. Durante una tempesta, la piccola flotta subisce un naufragio, come predetto da Aslaug, e le vite di Ragnar e Ivar vengono messe seriamente in pericolo.
- Guest star: Josefin Asplund (Astrid), Maude Hirst (Helga), Ida Marie Nielsen (Margrethe), Georgia Hirst (Torvi).
- Altri interpreti: Jack Olohan (Contadino vichingo), Anton Giltrap (Guthrum), Tristan Heanue (Fabbro).
- Ascolti USA: telespettatori 1 943 000[14]

## Due viaggi
- Titolo originale: Two Journeys
- Diretto da: Sarah Harding
- Scritto da: Michael Hirst

### Trama
Ragnar e Ivar sopravvivono alla tempesta e sbarcano nel Wessex. I vichinghi superstiti del naufragio accusano il re di averli portati verso il disastro, Ragnar decide dunque di ucciderli tutti durante la notte. Vista la forza e la furia di suo figlio Ivar, Ragnar spiega a Ivar che il problema alle gambe gli ha permesso di sviluppare una forza senza pari, e che se prima lo riteneva un debole, ora capisce che non è cosi. Aethelwulf, insieme ai suoi soldati, trova i cadaveri spiaggiati dei vichinghi, insieme allo stendardo del re. Il principe informa inoltre re Ecbert che un gruppo di vichinghi morti è stato trovato nel bosco. Nel frattempo, la flotta comandata da Bjorn costeggia la Normandia dove viene intercettato dalle navi di Rollo. I vichinghi vengono quindi ricevuti dal duca e da Gisla nel loro castello, in cui vivono con i figli William, Marcelus e Celsa. Rollo apprende le loro intenzioni di viaggiare fino al Mediterraneo e li fa imprigionare. Dopo alcuni giorni, Rollo, assistito dal cartografo Giovanni Scoto Eriugena, mostra a Bjorn una mappa completa del mediterraneo, descrivendo le civiltà romane, greche e saracene/spagnole che abitano le coste del mare. Inoltre Rollo chiede a Bjorn di poterlo seguire e promette in cambio il libero passaggio dei vichinghi lungo le coste del regno dei franchi. Bjorn accetta e la principessa Gisla minaccia Rollo di far finire il loro matrimonio se dovesse partire con i vichinghi. Rollo dichiara il suo amore a Gisla, ma spiega che il suo animo vichingo risiede ancora in lui. Rollo parte con i vichinghi, e appena lasciato il porto viene legato e tenuto sott'acqua per un po', per capire se gli dei siano sfavorevoli o favorevoli a tenerlo in vita; solo all'ultimo istante Bjorn ordina di tirarlo nuovamente sulla nave. Rollo inizia a ridere mentre si riprende rigettando l'acqua. Nel frattempo, Lagertha cattura Sigurd e Ubbe a Hedeby attirandoli con Margrethe. Con l'aiuto di Torvi, che aveva preparato un'armata all'interno della città, Lagertha conquista Kattegat. Intanto Ragnar e Ivar arrivano in una città sassone disarmati, dopo di che vengono immediatamente riconosciuti. 
- Guest star: Josefin Asplund (Astrid), Maude Hirst (Helga), Ida Marie Nielsen (Margrethe), Georgia Hirst (Torvi), Jennie Jacques (Principessa Judith), Morgane Polanski (Principessa Gisla).
- Altri interpreti: Jack Olohan (Contadino vichingo), Liam Clarke (Gudmund), Ed Murphy (Gardar), Amy Hughes (Ragazza dello scudo), Charles Last (William, figlio di Rollo), Caoimhe Garvin (Giovane ragazza sassone), Michael Power (Capitano delle guardie), Chris McHallem (Nobile sassone), Jack Walsh (Giovanni Scoto Eriugena), Paul Booth (Ufficiale sassone).
- Ascolti USA: telespettatori 2 054 000[15]

## Nell'ora incerta prima del mattino
- Titolo originale: In the Uncertain Hour Before the Morning
- Diretto da: Sarah Harding
- Scritto da: Michael Hirst

### Trama
A Kattegat, Aslaug si arrende a Lagertha e rinuncia alla sua carica di regina, promettendo che i suoi figli non cercheranno vendetta per questo. In cambio, ella vuole un passaggio sicuro per andarsene via. Inizialmente Lagertha sembra accettare, ma solo per uccidere Aslaug subito dopo, tirandole una freccia nella schiena. Ubbe e Sigurd vanno a trovare Lagertha nella grande sala di Kattegat per vendicare la loro madre. Ubbe sfida i guerrieri di Lagertha nel tentativo di ucciderla, ma non riesce nel suo intento. Il giorno successivo, Ubbe e Sigurd si svegliano accanto a Astrid, che riferisce loro che saranno morti se solo toccheranno Lagertha. Nel Wessex, Ragnar e Ivar vengono presi prigionieri da Aethelwulf. Poco dopo arriva re Ecbert e promette che nessun male verrà fatto a Ivar. Ecbert esprime il suo rammarico per la distruzione dell'insediamento vichingo in Wessex e libera Ragnar dalla sua gabbia. Si scopre che Magnus, figlio di Kwenthrirth e Ragnar, in realtà non è figlio del vichingo. Ragnar confessa davanti al ragazzo e a re Ecbert di non aver mai avuto rapporti sessuali con la ex regina di Mercia; per questo motivo Magnus viene allontanato dal palazzo e lasciato al suo destino. I due, dopo aver bevuto tanto, discutono di paradiso, valhalla, della necessità di avere dei o un dio, così come della morte di Athelstan, che Ragnar dice pesare come un macigno sulla sua coscienza, dato che non è riuscito a proteggerlo dalla gelosia di Floki. Ecbert ammette di essere stato geloso del re vichingo per la scelta di Athelstan di tornare con i normanni. Ragnar chiede a Ecbert di ucciderlo, ma questi, in lacrime, si rifiuta di farlo. Il giorno successivo, seduto sul trono sassone insieme a Ecbert, Ragnar incontra Judith e Alfred, il figlio di Athelstan ormai diventato un giovane uomo. Ragnar riconosce immediatamente il giovane come figlio del suo caro amico defunto, e lo abbraccia. Successivamente, Ecbert accetta la proposta del vichingo di consegnarlo a re Aelle. Ragnar desidera essere ucciso; il re sassone non vorrebbe la fine del re vichingo, ma capisce che ormai è giunto il suo momento. Ragnar chiede a Ecbert la concessione, per Ivar, di un passaggio sicuro per tornare a casa, promettendo che i suoi figli non cercheranno di conquistare il Wessex in nome dell'amicizia dei due sovrani, ma che si vendicheranno in futuro per la morte del padre sul re Aelle di Northumbria.
- Guest star: Josefin Asplund (Astrid), Ida Marie Nielsen (Margrethe), Georgia Hirst (Torvi), Jennie Jacques (Principessa Judith).
- Altri interpreti: Paul Booth (Ufficiale sassone), Chris McHallem (Nobile sassone), Cameron Hogan (Magnus), Isaac O'Sullivan (Principe Alfred).
- Ascolti USA: telespettatori 2 144 000[16]

## E tutti i suoi angeli
- Titolo originale: All His Angels
- Diretto da: Ciarán Donnelly
- Scritto da: Michael Hirst

### Trama
Ecbert, dopo aver organizzato il rientro a Kattegat di Ivar, concede a Ragnar un ultimo colloquio privato con il figlio. Ragnar informa Ivar che a breve verrà consegnato a re Aelle per essere giustiziato e gli dice che i vichinghi dovranno vendicare la sua morte, attaccando anche Ecbert. Prima di partire per la Northumbria rinchiuso in una gabbia di ferro, Ragnar dice a Ivar di essere spietato, consegna il crocefisso di Athelstan al principe Alfred, figlio illegittimo del monaco, e dice a Ecbert che alla fine Athelstan scelse Cristo e non gli dei vichinghi. Sulla via per il regno di Aelle, Ragnar ha delle visioni del suo passato e una discussione con l'Indovino, nella quale ripudia il credo nelle sue visioni. Ragnar giunge in Northumbria e viene torturato da Aelle e il suo esercito. Ecbert, trovato l'abito da monaco di Athelstan, lo indossa e lascia segretamente la sua reggia per assistere all'esecuzione di Ragnar. Rinchiuso nella sua gabbia appesa in posizione sopraelevata dagli uomini di Aelle, Ragnar annuncia di morire senza rimpianti e dice di essere felice di lasciare il mondo. L'uomo prosegue dicendo che attenderà i suoi figli nel Valhalla, per ascoltare le loro imprese e i loro trionfi. Ragnar viene poi lasciato cadere in una fossa piena di serpenti dove perde la vita. Nel frattempo, Ivar giunge a Kattegat e informa Ubbe e Sigurd del destino del padre. Ubbe e Sigurd, invece, informano Ivar dell'assassinio di Aslaug da parte di Lagertha. Nelle acque del fiordo, una nave con a bordo un uomo privo dell'occhio destro si avvicina.
- Guest star: Josefin Asplund (Astrid), George Blagden (Athelstan), Ivan Kaye (Re Aelle), Jennie Jacques (Principessa Judith), Nathan O'Toole (Bjorn).
- Altri interpreti: Isaac O'Sullivan (Principe Alfred), Dave Rowe (Guardia), Brendan Conroy (Uomo cieco), Ruby O'Leary (Gyda), André Eriksen (Figura con il mantello nero).
- Ascolti USA: telespettatori 2 257 000[17]

## Attraversamento
- Titolo originale: Crossings
- Diretto da: Ciarán Donnelly
- Scritto da: Michael Hirst

### Trama
Lagertha prende il potere a Kattegat, confidando a Astrid che se Ragnar la stesse guardando dal Valhalla vorrebbe che lei prendesse il fardello del potere. Intanto re Ecbert affida il comando della difesa del Wessex al figlio. Dopo essersi interrogati su come fare con Ivar, i figli di Ragnar tentano di impedire al fratello di affrontare Lagertha, ma durante un suo discorso questi la sfida per vendicarsi della morte della loro madre; nonostante lo storpio chieda un combattimento, la regina rifiuta lo scontro. Ivar accetta il rifiuto, promettendo a Lagertha che un giorno sarà lui a ucciderla. Nel frattempo Bjorn e i suoi soldati sono dispersi nell'Atlantico, fino a quando non giungono a terra. La città che saccheggiano è Algeciras, nella Spagna islamica; dopo aver razziato il mercato, entrano in una moschea dove i fedeli vengono salvati da Floki che sembra attratto dalla religione musulmana. Dopo il saccheggio ripartono portando con loro numerosi schiavi spagnoli; nel bottino c'è una ragazza, Tanaruz, che Helga vuole avere come figlia e che riporta a Kattegat nonostante il rifiuto di Floki. Mentre il veggente rivela a Lagertha che verrà uccisa da un figlio di Ragnar, giunge a Kattegat un personaggio misterioso senza un occhio che rivela ai figli di Ragnar della morte del loro padre. Anche Bjorn, vedendo i corvi volteggiare nel cielo e la misteriosa figura incappucciata di nero, capisce che suo padre non c'è più. L'uomo misterioso si rivela essere Odino che è giunto personalmente per comunicare ai figli la morte di Ragnar. L'ultima scena mostra il formarsi di una violentissima tempesta, mentre risuonano le ultime parole di Ragnar che aveva pronunciato a Re Aelle prima della sua morte.
- Guest star: Josefin Asplund (Astrid), Maude Hirst (Helga), Ida Marie Nielsen (Margrethe), Georgia Hirst (Torvi), Jennie Jacques (Principessa Judith).
- Altri interpreti: Sinead Gormally (Tanaruz), Lorena Weldon (Vittima di Bjorn), André Eriksen (Figura con il mantello nero).
- Ascolti USA: telespettatori 2 371 000[18]

## Il grande esercito
- Titolo originale: The Great Army
- Diretto da: Jeff Woolnough
- Scritto da: Michael Hirst

### Trama
Rollo torna in Normandia e subisce le percosse di Gisla. A Kattegat, la nuova regina Lagertha, affiancata da Torvi e Astrid, governa in un clima di tensione, poiché Ubbe e Ivar complottano per ucciderla. Ubbe libera Margrethe e le propone di sposarla. Re Harald e suo fratello Halfdan – con il sostegno di un vichingo di nome Egil – continuano a complottare per spodestare il legittimo re dal trono di Danimarca. I figli di Ragnar decidono di riunire tutti gli altri popoli vichinghi in una grande armata per attaccare l'Inghilterra e vendicare la morte di Ragnar. A Kattegat, dunque, giungono con i loro eserciti vari conti, tra cui il conte Jorgensen. Durante le celebrazioni, Ubbe e Ivar tentano di assassinare Lagertha, ma vengono interrotti dall'improvviso ritorno di Bjorn. Judith visita la sua famiglia in Northumbria e consiglia a re Aelle di prepararsi per la vendetta dei figli di Ragnar. Nonostante lo scetticismo di Floki, Helga continua a prendersi cura di Tanaruz, la quale è ancora molto spaventata. Ivar corre a salutare Floki e gli chiede se può aiutarlo a trovare una soluzione per le sue gambe. Floki decide dunque di costruirgli una biga che gli permetterà di combattere e di essere agile in guerra. Torvi e Bjorn hanno una discussione che porta l'uomo a tradirla con Astrid.
- Guest star: Josefin Asplund (Astrid), Maude Hirst (Helga), Ivan Kaye (Re Aelle), Ida Marie Nielsen (Margrethe), Georgia Hirst (Torvi), Jennie Jacques (Principessa Judith), Morgane Polanski (Principessa Gisla).
- Altri interpreti: Sinead Gormally (Tanaruz), Charlie Kelly (Egil), Tristan Heanue (Fabbro), Cathy White (Regina Ealswith), Caitlin Scott (Sorella di Judith), Charles Last (William, figlio di Rollo), Isaac O'Sullivan (Principe Alfred), Adam Traynor (Primo vichingo), Donal Gallery (Secondo vichingo), Jack Nolan (Conte Jorgensen), Anton Giltrap (Guthrum).
- Ascolti USA: telespettatori 2 421 000[19]

## Vendetta
- Titolo originale: Revenge
- Diretto da: Jeff Woolnough
- Scritto da: Michael Hirst

### Trama
La grande armata è pronta per lasciare Kattegat e Lagertha decide di celebrare un sacrificio umano propiziatorio. Helga esprime a Floki il desiderio di seguirlo in guerra con Tanaruz. Margrethe si sposa con Ubbe, il quale decide, durante la prima notte di nozze, di condividere la moglie con Hvitserk, anch'egli innamorato della ragazza. La principessa Ellisif incontra re Harald, suo ex promesso sposo, ma viene minacciata dal re quando questi scopre che la donna si è sposata con un uomo dal titolo inferiore al suo. Halfdan vorrebbe che Harald uccidesse la principessa, ma i sentimenti che il re prova per lei gli impediscono di commettere l'omicidio. Ecbert nomina Aethelwulf comandante delle truppe del Wessex contro i vichinghi, ma il principe rinfaccia al padre di non essere stato una figura amorevole e di averlo solo usato come pedina nei suoi giochi di potere. Il conte Jorgensen viene sacrificato da Lagertha, mentre Bjorn e Astrid hanno un altro rapporto sessuale. Lagertha nota la loro assenza alle celebrazioni e, più tardi, dice a Astrid che spera che il loro atteggiamento sia valsa la pena. Bjorn prende il comando dell'armata in quanto figlio maggiore, ma la questione irrita Ivar. Re Aelle si prepara alla guerra e si fa impartire la benedizione dal vescovo Unwan. Sbarcata in Northumbria, la grande armata sconfigge le truppe nemiche e cattura re Aelle. Bjorn si fa portare dal re sul luogo di sepoltura di Ragnar e infligge a Aelle la pena capitale per mezzo dell'aquila di sangue.
- Special guest star: Josh Donaldson (Hoskuld).
- Guest star: Josefin Asplund (Astrid), Maude Hirst (Helga), Ivan Kaye (Re Aelle), Ida Marie Nielsen (Margrethe), Georgia Hirst (Torvi), Jennie Jacques (Principessa Judith).
- Altri interpreti: Charlie Kelly (Egil), Anton Giltrap (Guthrum), Sophie Vavasseur (Principessa Ellisif), Gary Buckley (Vik), Noni Stapleton (Sacerdotessa pagana), Sinead Gormally (Tanaruz), Jack Nolan (Conte Jorgensen), Niall O'Sioradain (Sacerdote pagano), David Maine (Servitore reale), Gary Murphy (Vescovo Unwan), Cathy White (Regina Ealswith), Caitlin Scott (Sorella di Judith).
- Ascolti USA: telespettatori 2 468 000[20]

## Alla vigilia
- Titolo originale: On the Eve
- Diretto da: Ben Bolt
- Scritto da: Michael Hirst

### Trama
A Kattegat si presenta un manipolo di esploratori mandati a scoprire i punti deboli della città, ma vengono riconosciuti da Torvi e uccisi. Il vero attacco segue poco dopo: mentre una parte dei nemici attacca dal cantiere delle fortificazioni intorno a Kattegat, il resto dell'armata nemica arriva dal porto; ma l'assalto è vanificato dalla forza e saggezza della regina Lagertha, che capisce l'inganno e riesce a sconfiggere i nemici sul fronte interno. Egil viene fatto prigioniero e, sotto tortura messo a cuocere tizzoni roventi e minacciandone la moglie, rivela il nome del suo mandante: re Harald Bellachioma. Quest'ultimo, intanto, rischia la vita per mano della principessa Ellisif; in cerca di vendetta per l'uccisione a sangue freddo di suo marito da parte di re Harald, ella lo seduce e durante il sesso estrae un coltello da dietro la schiena; ma egli viene salvato dal fratello Halfdan che lo deride per il fatto che Harald non capisce le donne. Tanaruz scappa dall'accampamento vichingo, ma viene ritrovata da Floki, che la riporta da Helga senza farle alcun male. Il principe Aethelwulf, informato dell'arrivo dei figli di Ragnar, riunisce le sue truppe e parte per affrontarli. Arrivati a un giorno di distanza l'uno dall'altro, Ivar decide di creare una strategia di battaglia. Bjorn decide di seguire i consigli del fratello Ivar, capendo la necessità di osservare il campo di battaglia, in modo da adeguarsi in maniera opportuna. Il giorno della battaglia i vichinghi si fanno beffe dell'esercito rivale, attirandolo e colpendolo con brevi attacchi di sorpresa su vari fianchi, aggirandoli continuamente usando la boscaglia intorno al campo di battaglia. Il principe Aethelwulf, stanco di essere raggirato, prende la decisione di puntare diretto su Repton, dove le barche dei vichinghi sono ormeggiate. Quella che sembra essere una buona strategia, in realtà, non è altro che l'ultima parte del piano di battaglia escogitato dai figli di Ragnar, in particolare da Ivar che aveva previsto la reazione del principe, che accerchiano l'esercito sassone prima che giunga a Repton.
- Guest star: Josefin Asplund (Astrid), Maude Hirst (Helga), Ida Marie Nielsen (Margrethe), Georgia Hirst (Torvi), Jennie Jacques (Principessa Judith).
- Altri interpreti: Conor Lambert (Mercante vichingo), Gary Murphy (Vescovo Unwan), Rob Walsh (Chierico di Re Aelle), Philip O'Sullivan (Vescovo Edmund), Isaac O'Sullivan (Principe Alfred), Olga Wehrly (Donna sassone), Lee Hunter (Esploratore sassone), Sinead Gormally (Tanaruz), Adam Goodwin (Nobile sassone), Charlie Kelly (Egil), Sophie Vavasseur (Principessa Ellisif), Gary Buckley (Vik), Siobhan Kelly (Moglie di Egil), Peter Dillon (Esploratore vichingo).
- Ascolti USA: telespettatori 2 414 000[21]

## La resa dei conti
- Titolo originale: The Reckoning
- Diretto da: Ben Bolt
- Scritto da: Michael Hirst

### Trama
Dopo aver sconfitto in battaglia Aethelwulf, i norreni marciano verso la reggia di re Ecbert per completare la loro vendetta. Re Ecbert abdica in favore del figlio Aethewulf, il quale viene incoronato piuttosto frettolosamente, prima di ordinare a tutti di lasciare la reggia per preparare la riscossa. Re Ecbert, dopo essersi accomiatato dal figlio, da Judith e dai nipoti, decide di rimanere assieme al vescovo Edmund in attesa dei norreni, andando consapevolmente incontro al suo destino. I norreni saccheggiano la reggia, praticamente vuota, uccidono il vescovo Edmund e imprigionano re Ecbert. Durante il saccheggio, Tanaruz, esasperata dalle oppressive cure di Helga, tenta di fuggire, ma viene trovata da Helga che tenta di abbracciarla. Tanaruz però, disperata, la uccide accoltellandola per poi, in seguito, suicidarsi. Floki, distrutto dalla perdita dell'amata moglie e sentendosi ormai solo, decide di abbandonare i norreni e di vagare ramingo per il mondo, accettando rassegnato quello che gli dei vorranno fare di lui. I figli di Ragnar, dopo aver imprigionato re Ecbert nella stessa gabbia dove a suo tempo fu rinchiuso il loro padre, discutono sulla sua sorte. Ivar vorrebbe sottoporre Ecbert al supplizio dell'aquila di sangue, ma gli altri fratelli non sono d'accordo. Ecbert, ricordando la sua amicizia con Ragnar e il sogno di quest'ultimo di insediarsi pacificamente in Inghilterra, propone ai figli di Ragnar la concessione dell'Anglia orientale in cambio della possibilità di lasciargli scegliere come morire. Dopo alcune discussioni, Bjorn comunica a Ecbert che la sua proposta è stata accettata e l'ex-re, dopo aver firmato solennemente il documento di concessione delle terre, si fa portare nella vasca termale ove, lasciato da solo, si suicida tagliandosi le vene dei polsi. Durante il banchetto di festeggiamento, Bjorn comunica a tutti la sua intenzione di tornare a navigare verso il Mediterraneo; il re Harald, che non ha abbandonato le sue mire di supremazia sui Norreni, annuncia di voler tornare in patria mentre il fratello decide invece di aggregarsi a Bjorn. Ivar incita i norreni a non diventare agricoltori ma a sfruttare la loro conquista territoriale per continuare a razziare senza sosta le terre inglesi e inizia a provocare pubblicamente Sigurd. I due fratelli si insultano a vicenda e quando Sigurd mette in dubbio la virilità e le capacità fisiche di Ivar, quest'ultimo, in preda all'ira, lo uccide tirandogli un'accetta. Nella scena finale, compare un nuovo personaggio, il giovane e spregiudicato vescovo Heahmund.
- Guest star: Maude Hirst (Helga), Jennie Jacques (Principessa Judith).
- Altri interpreti: Philip O'Sullivan (Vescovo Edmund), Lee Hunter (Esploratore sassone), Adam Goodwin (Nobile sassone), Isaac O'Sullivan (Principe Alfred), Jim Roche (Scriba sassone), Sinead Gormally (Tanaruz), Tamaryn Payne (Vedova Ordlaf).
- Ascolti USA: telespettatori 2 673 000[22]